# Vlag van Veenwouden

Vlag van Veenwouden

De vlag van Veenwouden is de dorpsvlag van het Nederlandse dorp Veenwouden, in de Friese gemeente Dantumadeel. De vlag werd in 1990 geregistreerd.

## Beschrijving
De beschrijving van de vlag is als volgt:
Vijf banen geel-rood-wit-groen-geel, in een hoogteverhouding van 9:16:50:16:9. De witte banen belegd met vijf liggende aanrakende turven, geplaatst twee boven drie, elke turf met een hoogte gelijk aan 16/100 (4/25) vlaghoogte en met een lengte gelijk aan 1/5 vlaglengte, rakende de broekzijde en de vluchtzijde van de vlag.
De kleuren zijn afkomstig van het dorpswapen.

## Symboliek
- Turven: duiden op de aanwezigheid van veen.[2]

## Zie ook

Wapen van Veenwouden